# Tinh Thiều
Tinh Thiều (chữ Hán: 并韶, ?-545) là công thần khai quốc nhà Tiền Lý trong lịch sử Việt Nam. Ông có công giúp Lý Nam Đế lập nước Vạn Xuân và tử trận trong cuộc chiến chống quân Lương năm 545.

## Sự nghiệp
Tinh Thiều là người Sơn Tây (Hà Nội hiện nay).
Theo Đại Việt sử ký toàn thư, ông là người giỏi từ chương và từng muốn phục vụ cho nhà Lương. Ông đến Kiến Khang kinh đô nhà Lương, xin được chọn làm quan. Mặc dù ông đã chứng minh được tài năng của mình nhưng Thượng thư bộ Lại nhà Lương là Sái Tôn cho rằng họ Tinh trước không có ai hiển đạt, nên chỉ bổ cho ông chức Quảng Dương môn lang, tức là lính gác cửa ở kinh thành. Tinh Thiều lấy làm nhục, bèn bỏ chức của nhà Lương trở về làng, theo Giám quân châu Cửu Đức là Lý Bí mưu khởi nghĩa chống nhà Lương.
Lý Bí tập hợp hào kiệt Giao Châu, khởi nghĩa chống nhà Lương năm 541. Qua 3 năm chiến đấu, 3 lần đánh bại quân Lương, lại đánh đuổi quân Lâm Ấp xâm lấn phía nam. Năm 544, Lý Bí tự xưng làm hoàng đế, đặt niên hiệu, lập trăm quan, dựng quốc hiệu là Vạn Xuân. Trong những người phò tá, Tinh Thiều đứng đầu các quan văn với chức Thái sư, Phạm Tu đứng đầu các tướng võ, Triệu Túc làm thái phó.
Sau đó sử cũ không chép thêm về Tinh Thiều. Theo sử gia Nguyễn Khắc Thuần, Tinh Thiều tham chiến trong trận chống quân Lương do Trần Bá Tiên và Dương Phiêu chỉ huy năm 545 và bị tử trận cùng Phạm Tu và Triệu Túc. Thành Gia Ninh vỡ, gần như toàn bộ tướng lĩnh và quan lại cao cấp nhất của nước Vạn Xuân bị mất trong trận thua này, Lý Nam Đế phải rút về quận Tân Xương tổ chức lại lực lượng chiến đấu.